# Miklós Horthy

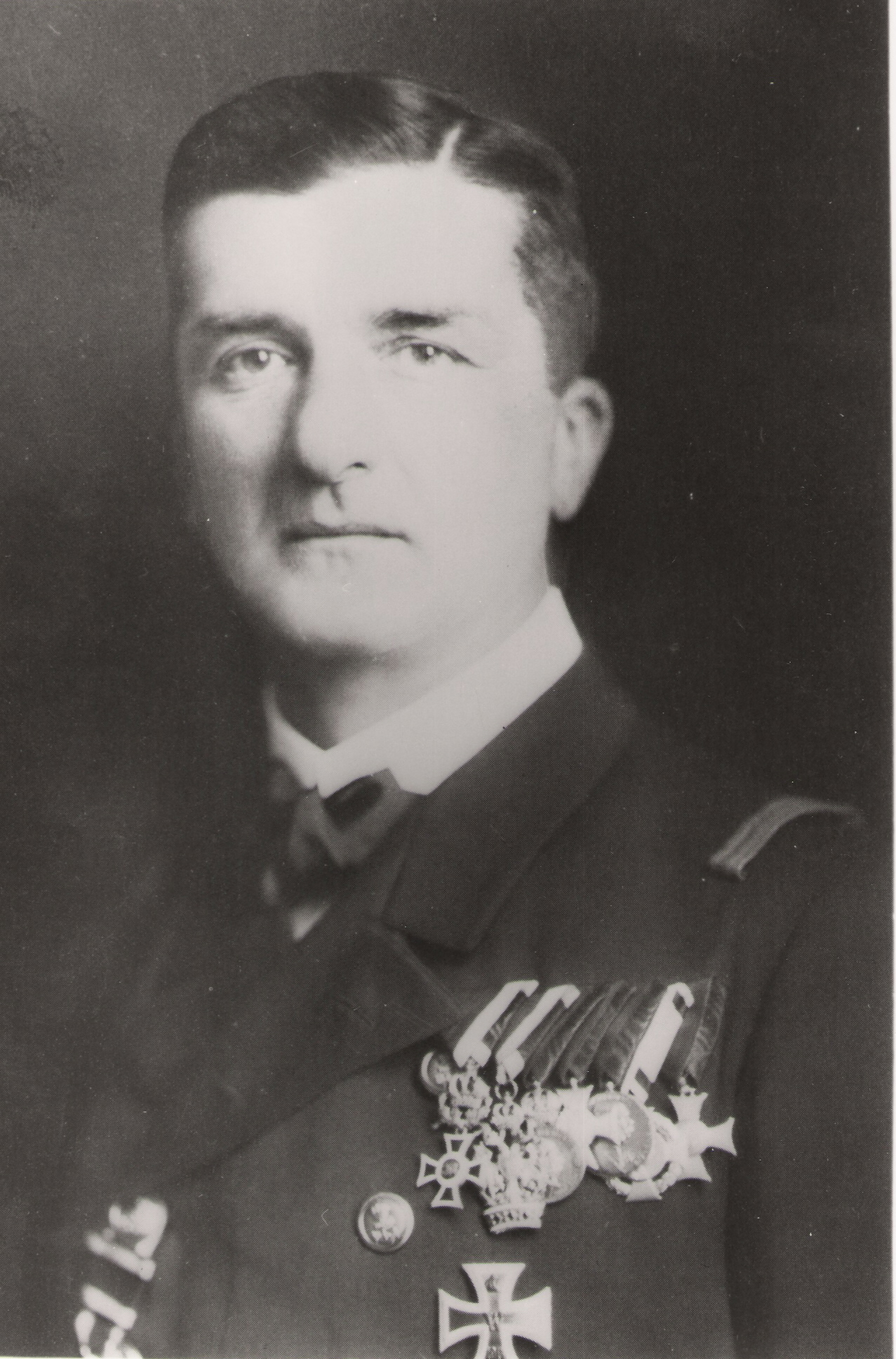
Miklós Horthy w czasie I wojny światowej

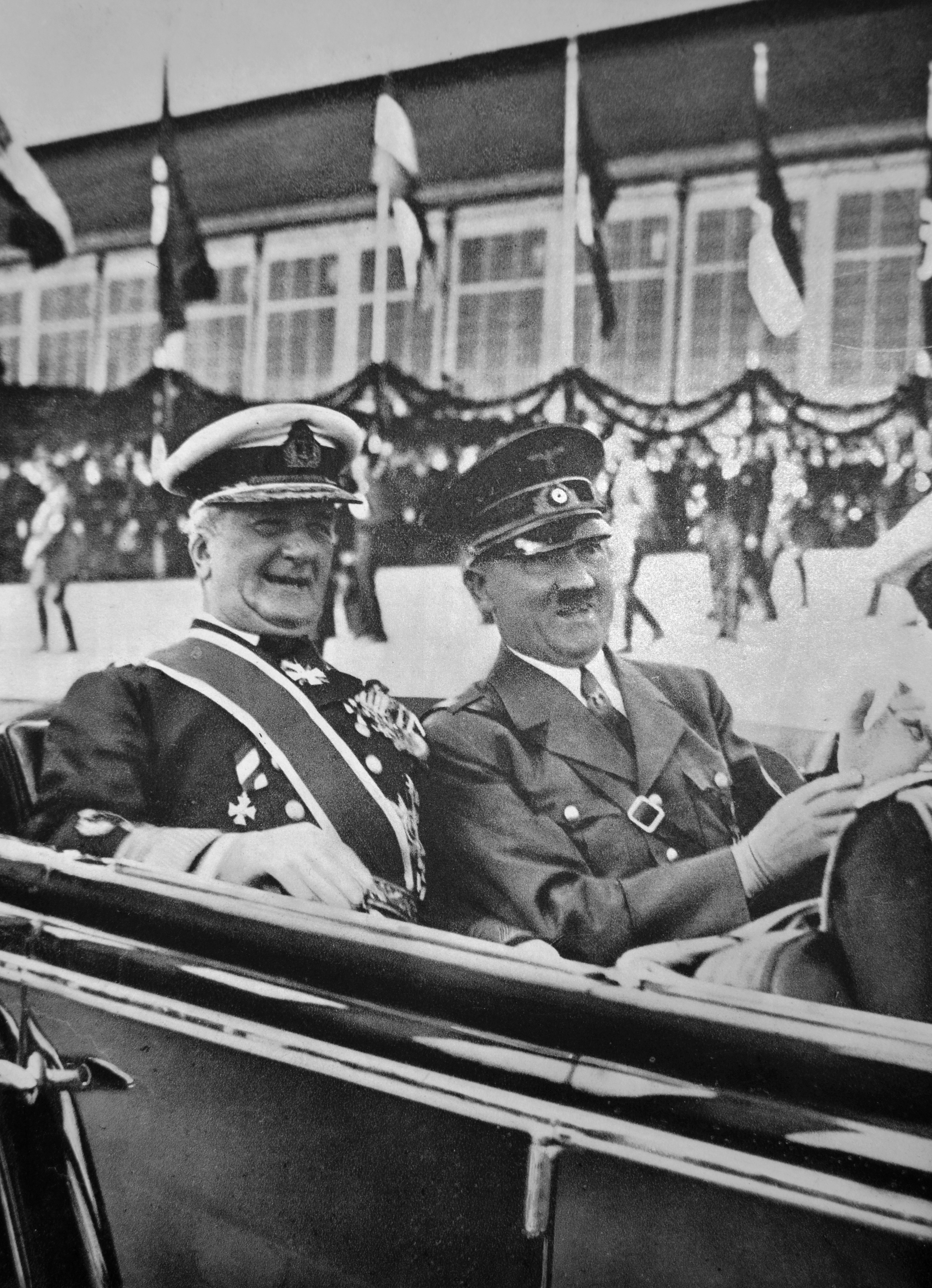
Miklós Horthy i Adolf Hitler w 1938

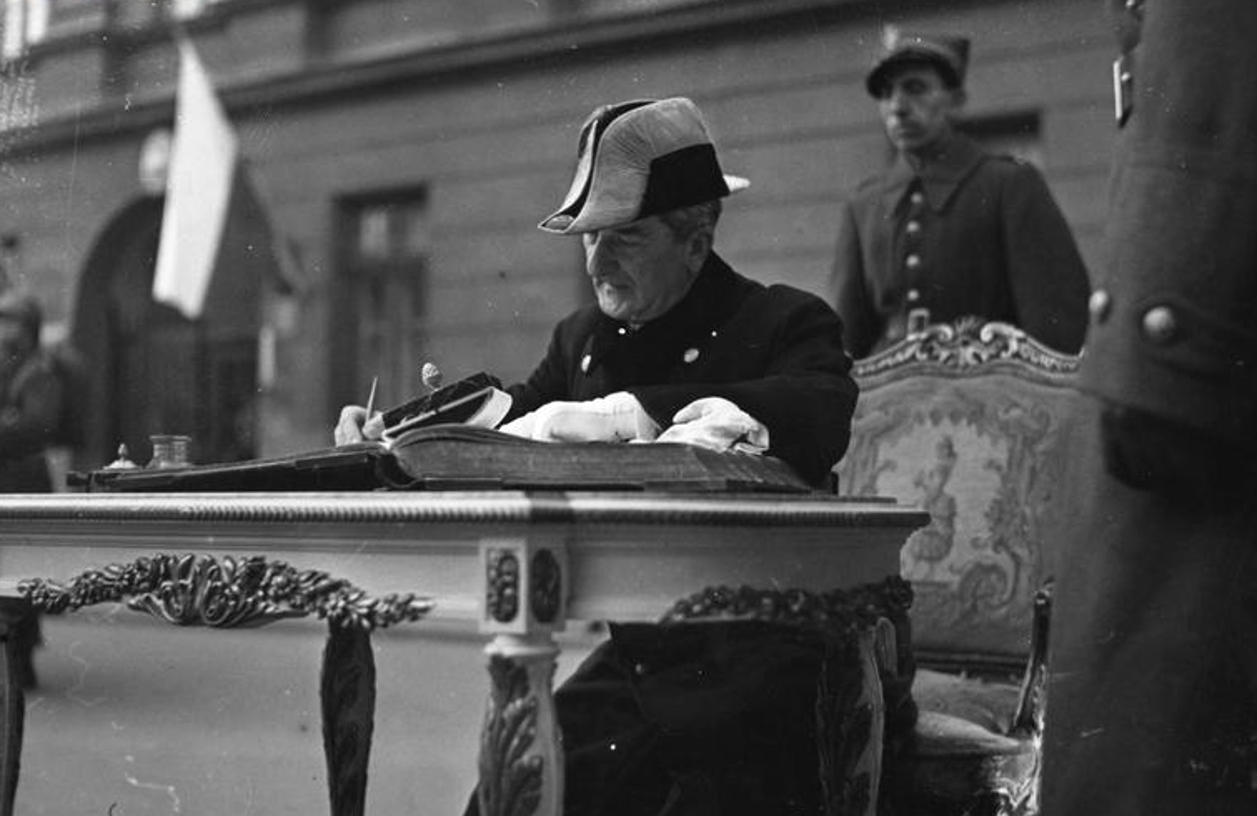
Miklós Horthy wpisujący się do księgi pamiątkowej przy Grobie Nieznanego Żołnierza w Warszawie

Miklós Horthy de Nagybánya (ur. 18 czerwca 1868 w Kenderes, zm. 9 lutego 1957 w Estoril) – węgierski wojskowy, marynarz, polityk i mąż stanu, wiceadmirał, Regent Królestwa Węgierskiego (1920–1944). Oficer austro-węgierski, zaczął prędko robić karierę, był też adiutantem przybocznym cesarza Franciszka Józefa I (1911–1914), pod koniec I wojny światowej mianowany naczelnym dowódcą Marynarki Wojennej Austro-Węgier (luty–listopad 1918). Po upadku Monarchii Habsburskiej stanął na czele sił kontrrewolucyjnych i obalił Węgierską Republikę Rad. W nowo powołanym królestwie mianował się głównodowodzącym sił zbrojnych oraz, zablokowawszy powrót prawowitego władcy Króla Karola IV, regentem i zbudował prawicowy autorytaryzm. Dążąc do rewizji Traktatu Trianońskiego, wobec braku poparcia międzynarodowego, wybrał sojusz z III Rzeszą i członkostwo w Osi, wziął z nią udział w II wojnie światowej i przejściowo odzyskał część utraconych ziem węgierskich. Gdy w 1944 roku, w obliczu klęsk chciał przejścia Węgier na stronę aliantów, Niemcy odsunęli go od władzy i uwięzili. Po wojnie znalazł się na emigracji, zmarł w 1957 roku w Portugalii. Jego prochy sprowadzono na Węgry w 1993 i uroczyście pochowano pomimo kontrowersji.

## Życiorys

### Życie i działalność przed dojściem do władzy w 1920 roku
Wykształcenie odebrał w Akademii Morskiej w Fiume (obecnie Rijeka). Następnie rozpoczął karierę wojskową w Marynarce Austro-Węgierskiej. Był adiutantem przybocznym cesarza Franciszka Józefa I. Wykonywał także rozmaite prace dyplomatyczne. Podróżował do wielu krajów. Jednocześnie awansował w hierarchii marynarki wojennej. Dowodził kolejnymi jednostkami pływającymi. Na stopień kapitana okrętu liniowego (niem. Linienschiffskapitän) został awansowany ze starszeństwem z 20 stycznia 1914. Dowodził SMS „Habsburg”, następnie SMS „Novara” i od 1 lutego 1918 SMS „Prinz Eugen”. Podczas I wojny światowej dał się poznać jako utalentowany dowódca. Odznaczył się zwycięskim bojem przeciwko włoskiej flocie w maju 1917, który przeszedł do historii jako bitwa w Cieśninie Otranto. W marcu 1918 Horthy objął dowodzenie nad Flotą Austro-Węgier. Po zakończeniu działań wojennych powrócił na Węgry, które uzyskały w tym czasie suwerenność, zrywając z dominacją austriacką.
Zorganizował kontrrewolucję przeciwko komunistycznej Węgierskiej Republice Rad rządzonej przez Bélę Kuna. Razem z wojskami rumuńskimi i czechosłowackimi w sierpniu 1919 zdobył Budapeszt, rozpoczynając okres represji politycznych skierowanych przeciwko socjaldemokratom, komunistom, związkowcom i Żydom. Po przejęciu władzy Horthy został mianowany głównodowodzącym węgierskich sił zbrojnych. 1 marca 1920 Zgromadzenie Narodowe wybrało go na regenta Królestwa Węgierskiego. Jako regent, przy współudziale rządu, uniemożliwił powrót na tron byłemu cesarzowi Austrii i królowi Węgier Karolowi IV.

### Rządy Miklósa Horthyego (1 marca 1920 – 16 października 1944)
Podczas rządów Horthyego Węgry stały się pierwszą po wojnie prawicową dyktaturą w Europie. Nowy przywódca natychmiast zabrał się za organizowanie kraju mocno doświadczonego przez I wojnę światową – Węgry straciły sporą część terytorium, ponadto rządy komunistyczne doprowadziły do pogłębienia kryzysu. Regent prowadził także ważne reformy ekonomiczne, stabilizując gospodarkę kraju, która nie załamała się całkowicie nawet w obliczu światowego kryzysu w latach 1929-1933, co jednak było zasługą przede wszystkim powołanego na urząd premiera Gyula Gömbösa, który zastąpił Istvána Bethlena. Horthy, niesiony na fali silnych żądań narodowych, zamierzał dokonać rewizji Traktatu Trianońskiego z 1920, chciano m.in. zwrotu części Czechosłowacji, Rumunii i Jugosławii, gdzie zamieszkiwało łącznie ponad trzy miliony Węgrów. Zagrożone ekspansją komunizmu i okrążone przez wrogie kraje Królestwo Węgierskie znalazło się w trudnym położeniu. Sojusz z Niemcami, które zgodziły się na przyłączenie części ziem węgierskich utraconych wcześniej na rzecz Czechosłowacji i Rumunii, większości węgierskiej klasy politycznej wydał się jedynym rozwiązaniem.
W okresie jego rządów na terenie Węgier działały obozy chorwackiej niepodległościowej organizacji terrorystycznej Ustaszy. Po konferencji w Monachium (wrzesień 1938) Węgry bezskutecznie zabiegały u mocarstw zachodnich o przyznanie im południowej części Słowacji, która po Traktacie Trianońskim należała do Czechosłowacji i była w większości zamieszkiwana przez ludność węgierską. Po tym niepowodzeniu Horthy postanowił się zwrócić o pomoc do Niemiec. Hitler i Mussolini zgodzili się na rolę arbitrów w sporze węgiersko-czechosłowackim (pierwszy arbitraż wiedeński). Zgodnie z ich rozstrzygnięciem w listopadzie 1938 Węgry zaanektowały terytorium południowej Słowacji i południowej Rusi Zakarpackiej. Po rozpadzie Czecho-Słowacji w marcu 1939 Węgry, podejmując działania zbrojne przeciw Karpato-Ukrainie, zlikwidowały po walkach z oddziałami Siczy Karpackiej jej państwowość i uzyskały w ten sposób wspólną granicę z Polską wzdłuż pasma Karpat Wschodnich. Wsparcie dla roszczeń terytorialnych Węgier przez III Rzeszę było rozstrzygające dla późniejszego ich udziału po stronie Niemiec w wojnie III Rzeszy z ZSRR.

### Udział w II wojnie światowej
We wrześniu 1939 Horthy odmówił przepuszczenia Wehrmachtu przez terytorium Węgier przeciwko Polsce, czego domagali się Niemcy, i nakazał zaminowanie tuneli kolejowych i ich wysadzenie w przypadku próby przedarcia się Niemców siłą. W sierpniu 1940 Węgry otrzymały w wyniku drugiego arbitrażu wiedeńskiego północną część rumuńskiego Siedmiogrodu; w zamian Węgry musiały przystąpić do Paktu Trzech – sojuszu Niemiec i Włoch (trzecim członkiem paktu była Japonia), które po klęsce Francji w czerwcu 1940 zdominowały cały kontynent europejski.
Od września 1939 rząd Horthyego, przychylnie nastawiony do Polski, udzielał schronienia polskim uchodźcom. Mimo protestów Berlina Węgry przyjęły około 150 tysięcy żołnierzy i cywilnych polskich uchodźców, którzy przekroczyli granicę polsko-węgierską po agresji ZSRR na Polskę .
Do końca listopada 1940 rząd Horthyego zezwalał na oficjalne funkcjonowanie poselstwa polskiego w Budapeszcie i przyjmował posła polskiego Leona Orłowskiego. Z Węgier do Francji, przy czynnym udziale polskiego poselstwa i potajemnej aprobacie władz węgierskich, ewakuowano do maja 1940 około 35 tysięcy żołnierzy Wojska Polskiego, oficjalnie internowanych we wrześniu 1939. W Budapeszcie działała do 19 marca 1944 – do czasu niemieckiej wojskowej okupacji Węgier – główna nieformalna ekspozytura wywiadu polskiego w Europie Środkowej, prowadząca łączność kurierską z okupowanym krajem, polskie szkoły i instytucje kulturalne. Było to tolerowane przez władze węgierskie, pomimo formalnego sojuszu Węgier z III Rzeszą. W kwietniu 1941 Węgry po raz pierwszy zaangażowały się militarnie po stronie Osi przeciw Jugosławii, przepuszczając wojska niemieckie przez swoje terytorium. Oznaczało to konflikt z Wielką Brytanią. Świadomy dalekosiężnych konsekwencji rezygnacji z niezaangażowania w wojnę (nonbelligeranza), premier Węgier Pál Teleki popełnił samobójstwo.
W czerwcu 1941 Węgry zaangażowały się w wojnę z ZSRR po stronie Niemiec, wysyłając na front wschodni kilkudywizyjną 2. Armię. W konsekwencji Wielka Brytania jesienią 1941 pod naciskiem Józefa Stalina wypowiedziała wojnę Węgrom. 2 Armia węgierska została prawie całkowicie rozbita nad Donem, podczas bitwy o Stalingrad w styczniu–lutym 1943. Klęska pod Woroneżem wpłynęła na stanowisko Horthyego wobec sojuszu z III Rzeszą.

### Działania w przededniu zakończenia wojny
W 1943 Horthy zaczął negocjować odrębne zawieszenie broni z aliantami, chcąc doprowadzić do przejścia Węgier na stronę koalicji antyhitlerowskiej. Spotkało się to z ostrą reakcją Hitlera, który wysłał swoje wojsko na terytorium Węgier, okupując je 19 marca 1944. Horthy zdecydował się wówczas utworzyć proniemiecki rząd Döme Sztójayego (dotychczasowego ambasadora Węgier w Berlinie) i nie zaryzykował otwartego, beznadziejnego starcia z Niemcami, kontynuując jednak poufne kontakty z aliantami zachodnimi (w konsekwencji np. węgierska artyleria przeciwlotnicza nie otwierała ognia do samolotów brytyjskich i amerykańskich przelatujących nad terytorium Węgier w celu bombardowania Niemiec). Do czasu zajęcia kraju przez Niemców sprzeciwiał się nazistowskim planom wywozu kilkuset tysięcy węgierskich Żydów. Po wkroczeniu Wehrmachtu na Węgry rozpoczęły się masowe deportacje do Auschwitz – pod osobistym kierownictwem Adolfa Eichmanna. Po obaleniu Iona Antonescu i proniemieckich władz Królestwa Rumuńskiego (23 sierpnia 1944), Horthy zdymisjonował 29 sierpnia 1944 rząd Sztójaya. Uprzednio wymusił na Niemcach (w lipcu 1944) przerwanie deportacji Żydów z terytorium Węgier.

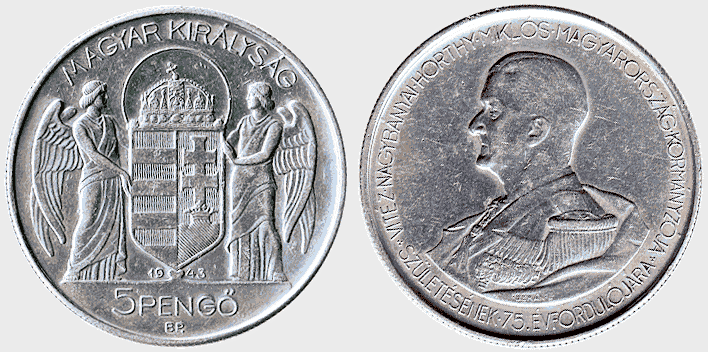
Wizerunek admirała Horthyego na węgierskiej monecie z 1943

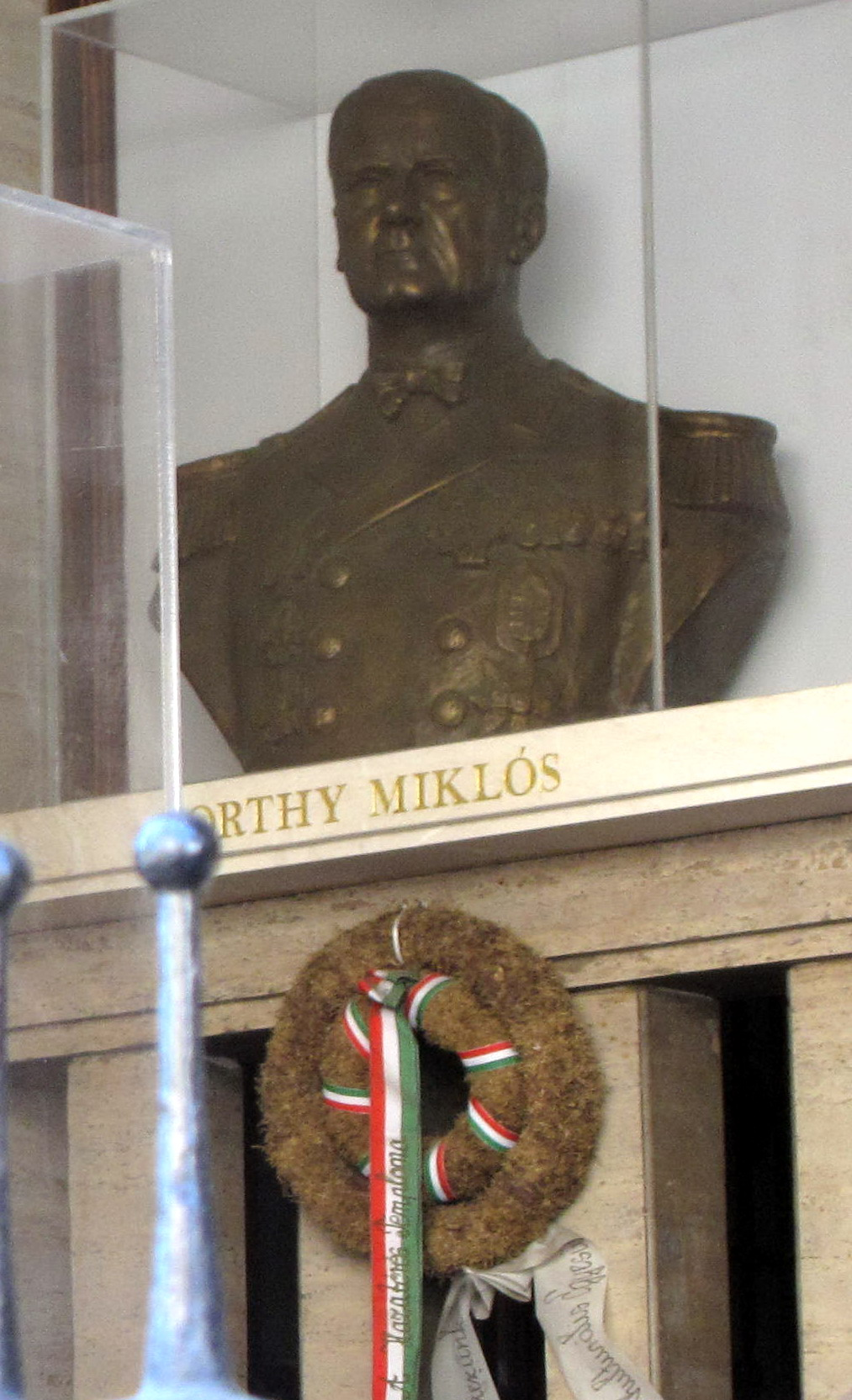
Popiersie admirała Horthyego w Budapeszcie

### Okres powojenny i ostatnie lata
Już po konferencji w Teheranie (28 listopada – 1 grudnia 1943), gdzie Stalin wymusił na Brytyjczykach odstąpienie od lądowania aliantów zachodnich na Bałkanach (co było do tej pory planem Churchilla), los Węgier był przesądzony. Do kraju wkroczyć miała Armia Czerwona i okupować go.
Gdy nastąpiło wejście Armii Czerwonej na terytorium Węgier (październik 1944), Horthy próbował (za pośrednictwem przywódcy komunistów jugosłowiańskich Josipa Broza Tity) poddać ZSRR wojsko węgierskie na froncie (alianci zachodni odmówili bowiem przyjęcia odrębnej węgierskiej kapitulacji, co próbował uzyskać admirał). Niemcy, którzy od dawna obserwowali te próby, 15 października 1944 aresztowali go (po uprzednim porwaniu jego syna przez komando pod dowództwem Ottona Skorzennego – operacja Mickey Mouse) i wywieźli w głąb Rzeszy. Rządy na Węgrzech formalnie objął przywódca strzałokrzyżowców Ferenc Szálasi, w pełni podporządkowany Rzeszy. Zmieniając decyzje Horthyego, wyraził on zgodę na dalszy udział Węgier w wojnie po stronie III Rzeszy i wznowienie deportacji Żydów do obozów zagłady.
1 maja 1945 odzyskał wolność, jednak wkrótce został ponownie aresztowany, tym razem przez Amerykanów. Oskarżali oni admirała o współpracę z hitlerowskimi Niemcami. 17 grudnia 1945 Horthy został wypuszczony. Wezwano go w czasie procesów norymberskich w charakterze świadka. Po zakończeniu wojny nie powrócił do kraju, gdzie jego pozycja była niejasna. Jedni widzieli w nim bohatera, inni zdrajcę i zbrodniarza wojennego. Horthy nie został ostatecznie postawiony przed sądem, choć władze jugosłowiańskie aktywnie domagały się jego wydania. Były węgierski przywódca zamieszkał w Weilheim w Bawarii, skąd przeprowadził się w 1949 do salazarowskiej Portugalii. Pozostawił po sobie autobiografię: Życie dla Węgier.

## Współczesne oceny i upamiętnienie
W 1993 prochy Miklósa Horthyego sprowadzono na Węgry i uroczyście złożono w mauzoleum w Kenderes. W wydarzeniu tym wzięło udział kilkadziesiąt tysięcy osób, w tym prawie cały rząd węgierski. Ówczesny premier József Antall określił byłego przywódcę kraju mianem patrioty. Ponowny pochówek admirała był transmitowany w telewizji państwowej i towarzyszyły mu masowe protesty w Budapeszcie.
Współcześnie pomniki i place jego imienia znajdują się w wielu węgierskich miejscowościach. W listopadzie 2013 posąg admirała odsłonięto w Budapeszcie.
Negatywny stosunek do postaci Horthyego prezentuje Węgierska Partia Socjalistyczna.
W 2017 roku Premier Węgier Viktor Orbán wygłosił przemówienie, w którym nazwał Miklósa Horthyego „wyjątkowym mężem stanu” i przypisał mu przetrwanie Węgier w trudnym okresie II wojny światowej. United States Holocaust Memorial Museum wydało w następstwie tego oświadczenie potępiające Orbána i węgierski rząd za próby „przywrócenia reputacji wojennego przywódcy Węgier Miklósa Horthyego, który był głośnym antysemitą i był współwinny mordu ludności żydowskiej tego kraju podczas Holokaustu”.

## Odznaczenia
Austro-węgierskie i węgierskie
- Krzyż Wielki Orderu Wojskowego Marii Teresy (1921, Węgry)
- Krzyż Wielki z Łańcuchem Orderu św. Stefana (1939, Węgry)
- Krzyż Wielki ze Świętą Koroną i Łańcuchem Orderu Zasługi (1939, Węgry)
- Krzyż Wielki Orderu Zasługi (1936, Węgry)
- Krzyż Wielki Krzyża Zasługi (1923, Węgry)
- Krzyż Kawalerski Orderu Wojskowego Marii Teresy (1921, Węgry)
- Gwiazda Zasługi Węgierskiego Czerwonego Krzyża (1922, Węgry)
- Krzyż Zasługi Wojskowej II klasy z mieczami (1917, Austro-Węgry)
- Krzyż Kawalerski Orderu Leopolda z mieczami (1915, Austro-Węgry)[10]
- Order Korony Żelaznej III klasy z mieczami (1915, Austro-Węgry)[11]
- Krzyż Zasługi Wojskowej III klasy na wojennej wstążce (1914, Austro-Węgry)
- Medal Zasługi Wojskowej I klasy na wojennej wstążce (Austro-Węgry)
- Medal Zasługi Wojskowej I klasy na czerwonej wstążce (Austro-Węgry)
- Brązowy Medal Węgierskiej Korony z mieczami (cywilny – 1930, Węgry)
- Brązowy Medal Węgierskiej Korony z mieczami (wojskowy – 1941, Węgry)
- Krzyż Wojskowy Karola (1917, Austro-Węgry)
- Medal Rannych za jedną ranę (1918, Austro-Węgry)
- Medal Pamiątkowy Wojny (1929, Węgry)
- Odznaka za 50-letnią Służbę Wojskową dla Oficerów (1929, Węgry)
- Odznaka za 30-letnią Służbę Wojskową dla Oficerów (1923, Węgry)
- Odznaka za 25-letnią Służbę Wojskową dla Oficerów (1914, Austro-Węgry)
- Medal Jubileuszowy Pamiątkowy (1898, Austro-Węgry)
- Krzyż Jubileuszowy Wojskowy (1908, Austro-Węgry)
- Krzyż Pamiątkowy Mobilizacji 1912–1913 (Austro-Węgry)
- Order Vitéza (1920, Węgry)

Zagraniczne
- Krzyż Wielki Orderu Maltańskiego (1927)
- Order Annuncjaty (1930, Włochy)
- Krzyż Wielki Orderu Świętych Maurycego i Łazarza (1930, Włochy)
- Krzyż Wielki Orderu Korony Włoch (1930, Włochy)
- Order Słonia (1940, Dania)
- Order Złotej Ostrogi (1936, Stolica Apostolska)[13]
- Order Królewski Serafinów (Szwecja)
- Krzyż Wielki Orderu Grobu Świętego (Stolica Apostolska)
- Order Świętych Cyryla i Metodego (Bułgaria)
- Krzyż Honorowy Komandorski Orderu św. Jana
- Krzyż Wielki Orderu Zasługi Orła Niemieckiego (1942, III Rzesza)
- Krzyż Rycerski Krzyża Żelaznego (10 września 1941, III Rzesza)
- Krzyż Żelazny I i II klasy (1916, Prusy)
- Krzyż Wielki Odznaki Honorowej DRK (III Rzesza)
- Łańcuch Orderu Karola III (1942, Hiszpania)
- Wielka Wstęga Orderu Chryzantemy (1938, Japonia)
- Krzyż Wielki Orderu Wierności (1926, Albania)
- Wielka Gwiazda Orderu Zasługi (1936, Austria)[14]
- Wielka Wstęga Orderu Leopolda (1934, Belgia)
- Order Korony Króla Zwonimira (1944, Chorwacja)
- Order Mohameda Alego z łańcuchem (1931, Egipt)
- Order Gwiazdy Białej z łańcuchem (1928, Estonia)
- Krzyż Wielki Orderu Białej Róży (1931, Finlandia)
- Krzyż Wielki Orderu Zbawiciela (Grecja)
- Krzyż Wielki Orderu Trzech Gwiazd z łańcuchem (Łotwa)
- Krzyż Wielki Orderu Świętego Olafa z łańcuchem (Norwegia)
- Order Domowy Nassauski Lwa Złotego (Holandia)
- Order Orła Białego (1929, Polska)[15]
- Wielka Wstęga Orderu Słonia Białego (Syjam)
- Krzyż Wielki Orderu Gwiazdy Jerzego Czarnego (Serbia)
- Krzyż Wielki Orderu Krzyża Orła (Estonia)
- Krzyż Wolności (Estonia)
- Krzyż Wielki Orderu ECK (Estonia)
- Medal Pamiątkowy Wojny 1939–1940 (Finlandia)
- Order Orła Czerwonego II klasy na pokojowej wstędze (1913, Prusy)
- Order Orła Czerwonego II klasy na wojennej wstędze z mieczami (1917, Prusy)
- Order Zasługi Świętego Michała II klasy (1913, Bawaria)
- Order Korony II klasy (1910, Belgia)
- Order Daniły I II klasy (1912, Czarnogóra)
- Order Osmana II klasy (Turcja)
- Medal Zasługi (Turcja)
- Medal Wojenny (Turcja)
- Order Korony III klasy (1912, Prusy)
- Medal Zasługi WCK (Włochy)
- Medal Pamiątkowy Wojny z mieczami (1933, Austria)
- Medal Pamiątkowy Wojny (1934, Bułgaria)
- Medal Jubileuszowy (1908, Czarnogóra)
- Krzyż Honorowy dla Walczących na Froncie (III Rzesza)
- Krzyż Wielki Orderu Zasługi z łańcuchem (Chile)